# Florence B. Seibert
Florence Barbara Seibert (6 octobre 1897 – 23 août 1991) est une biochimiste américaine. Elle est surtout connue pour avoir identifié en tant que protéine l'agent actif dans l'antigène à la tuberculine, et par la suite pour avoir isolé une forme pure de la tuberculine, un dérivé protéique purifié (PPD), ce qui a permis le développement et l'utilisation d'un système fiable de test de la tuberculose.Florence Seibert est entrée au Florida Women's Hall of Fame et également au National Women's Hall of Fame. 

## Biographie et éducation
Florence Seibert est née le 6 octobre 1897, à Easton, en Pennsylvanie, de George Peter Seibert et de Barbara (Memmert) Seibert. À l'âge de trois ans, Florence a contracté la poliomyélite. Elle a dû porter des attelles et a boité toute sa vie. À l'adolescence, Seibert a lu les biographies de savants réputés, ce qui a stimulé son intérêt pour la science.
Seibert a fait ses études de premier cycle au Goucher College à Baltimore, et a obtenu son diplôme en 1918. Elle a travaillé pendant la guerre avec un de ses professeurs de chimie, Jessie E. Mineur, au Laboratoire de Chimie de l'usine de papier Hammersley à Garfield, dans le New Jersey.
Seibert a obtenu son doctorat (Ph. D.) en biochimie à l'Université Yale en 1923. Elle a étudié l'injection en intraveineuse de protéines du lait sous la direction de Lafayette Mendel (en). Elle a développé une méthode pour éviter que ces protéines ne soient contaminées par des bactéries. Elle reçoit la bourse Van Meter en 1921-1922 et la bourse Porter de la Société américaine de philosophie en 1922-1923 à l'université Yale.

## Travaux de recherche et prix
En 1923, elle fait une étude post-doctorat à l'Otho S. A. Sprague Memorial Institute à l'Université de Chicago. Elle travaille à temps partiel au laboratoire Ricketts de l'Université de Chicago, et à temps partiel au Sprague Memorial Institute de Chicago.
En 1924, elle reçoit le prix Howard Taylor Ricketts de l'Université de Chicago, pour le travail qu'elle a commencé à Yale. À Yale, elle constate que les injections intraveineuses provoquent de la fièvre chez les patients à cause des toxines produites par les bactéries. Les toxines contaminent l'eau distillée par vaporisation au moment où celle-ci atteint le flacon cible. Seibert invente un nouveau processus-piège pour éviter la contamination lors de la distillation. Elle publie son processus dans l'American Journal of physiology. Il est par la suite adopté par la Food and Drug Administration, les Instituts Nationaux de la Santé, et différentes firmes pharmaceutiques. Elle reçoit en outre en 1962 le prix John Elliot Memorial de l'Association Américaine des Banques de Sang pour ses travaux sur les substances susceptibles de causer de la fièvre.
Seibert enseigne la pathologie de 1924 à 1928 à l'Université de Chicago et devient professeure adjointe en biochimie, en 1928. En 1927, sa jeune sœur Mabel déménage à Chicago pour travailler avec elle, en tant que secrétaire et adjointe dans ses recherches.
Elle rencontre Esmond R. Long, médecin et docteur, qui travaille sur la tuberculose. En 1932, elle déménage avec Long, à l'institut Henry Phipps de l'Université de Pennsylvanie. Il devient professeur de pathologie et directeur des laboratoires de l'Institut, tandis qu'elle devient professeure adjointe en biochimie. Leur objectif est de développer un test fiable pour l'identification de la tuberculose. La substance de Koch qui est alors le test utilisé depuis les années 1890 produit des résultats faussement négatifs, en raison de la présence d'impuretés dans le matériau.
Sous la direction de Long, Seibert identifie en tant que protéine l'agent actif dans la tuberculine. Elle consacre des années à développer des méthodes de séparation et de purification de la protéine à partir de Mycobacterium tuberculosis, et obtient ainsi un dérivé protéique purifié (PPD) permettant la création d'un test fiable pour la tuberculose,.
Sa première publication sur la purification de la tuberculine date de 1934. Certaines sources lui attribuent d'avoir isolé la molécule de protéine de la tuberculose au cours de l'année 1937-1938 lors de sa période à l'Université d'Uppsala, en Suède, où elle obtient une bourse Guggenheim et travaille avec le prix Nobel spécialiste des protéines Theodor Svedberg. Elle développe des méthodes pour la purification d'un dérivé cristallin de la tuberculine à l'aide de filtres poreux d'argile et de coton traité à l'acide nitrique. En 1938, elle reçoit la Médaille Trudeau de l'Association Nationale de la Tuberculose.
Dans les années 1940, le dérivé protéique purifié (PPD) de Seibert devient un standard national et international pour les tests tuberculiniques.
En 1943, Seibert reçoit le premier Prix d'excellence de l'Association Américaine des Femmes diplômées des universités.
À l'Institut Henry Phipps de l'Université de Pennsylvanie, elle est tour à tour professeure assistante de 1932 à 1937, professeure associée de 1937 à 1955, professeure titulaire de biochimie de 1955 à 1959, et professeure émérite à compter de sa retraite officielle en 1959.
Elle et sa sœur Mabel déménagent ensuite à Saint-Pétersbourg, en Floride, où Florence étudie les relations possibles entre les bactéries et les types de cancers, en travaillant avec l'Hôpital Mound Park et avec le centre de recherche Bay Pines V. A. Elle publie des articles scientifiques jusqu'en 1977. Les théories qui associent les bactéries au cancer restent controversées.
En 1968, Seibert publie son autobiographie - Pebbles on the Hill of a Scientist.
Siebert a reçu la Médaille Trudeau de l'Association Nationale de la Tuberculose en 1938, la médaille Garvan-Olin de la Société Américaine de Chimie en 1942, et entre au National Women's Hall of Fame en 1990.
Elle décède à St. Petersburg, en Floride, le 23 août 1991.

## Hommages

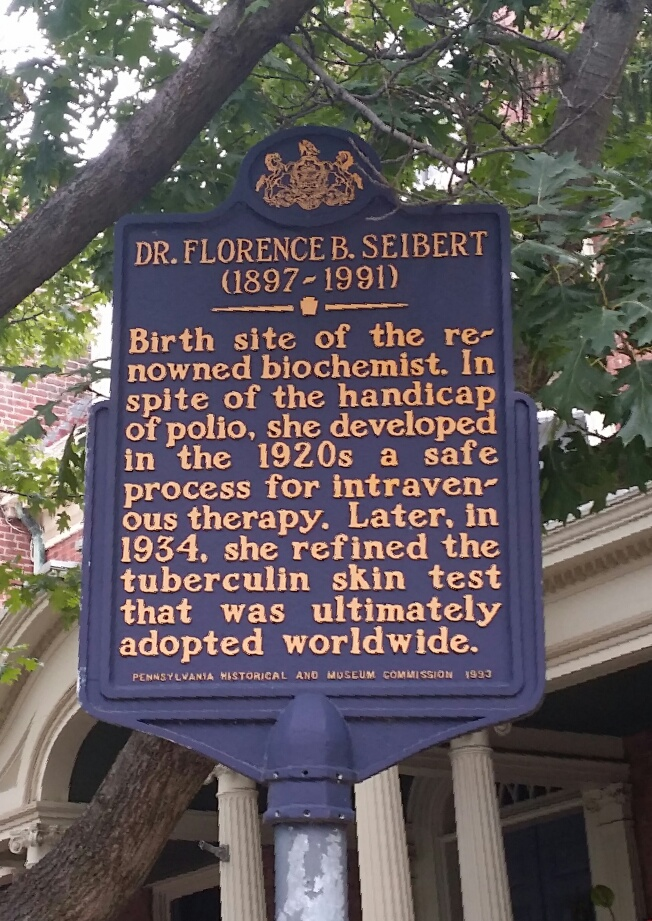
La plaque de Dr Florence Seibert à Easton, en Pennsylvanie.

Le 15 novembre 1993, une plaque est apposée sur le lieu de sa naissance dans la 72 N. 2e Rue, à Easton, en Pennsylvanie,.